# Les Borges Blanques
Les Borges Blanques és un municipi de Catalunya capital de la comarca de les Garrigues. Està situada en la zona de contacte entre els sectors de reg del Canal d'Urgell i els altiplans de la Depressió Central. Disposa d'una excel·lent xarxa de comunicacions que inclou les carreteres N-240 i C-233, l'autopista del Nord-est, diverses carreteres locals i la línia ferroviària Tarragona-Reus-Picamoixons-Lleida, amb parada pròpia al municipi.

## Patrimoni

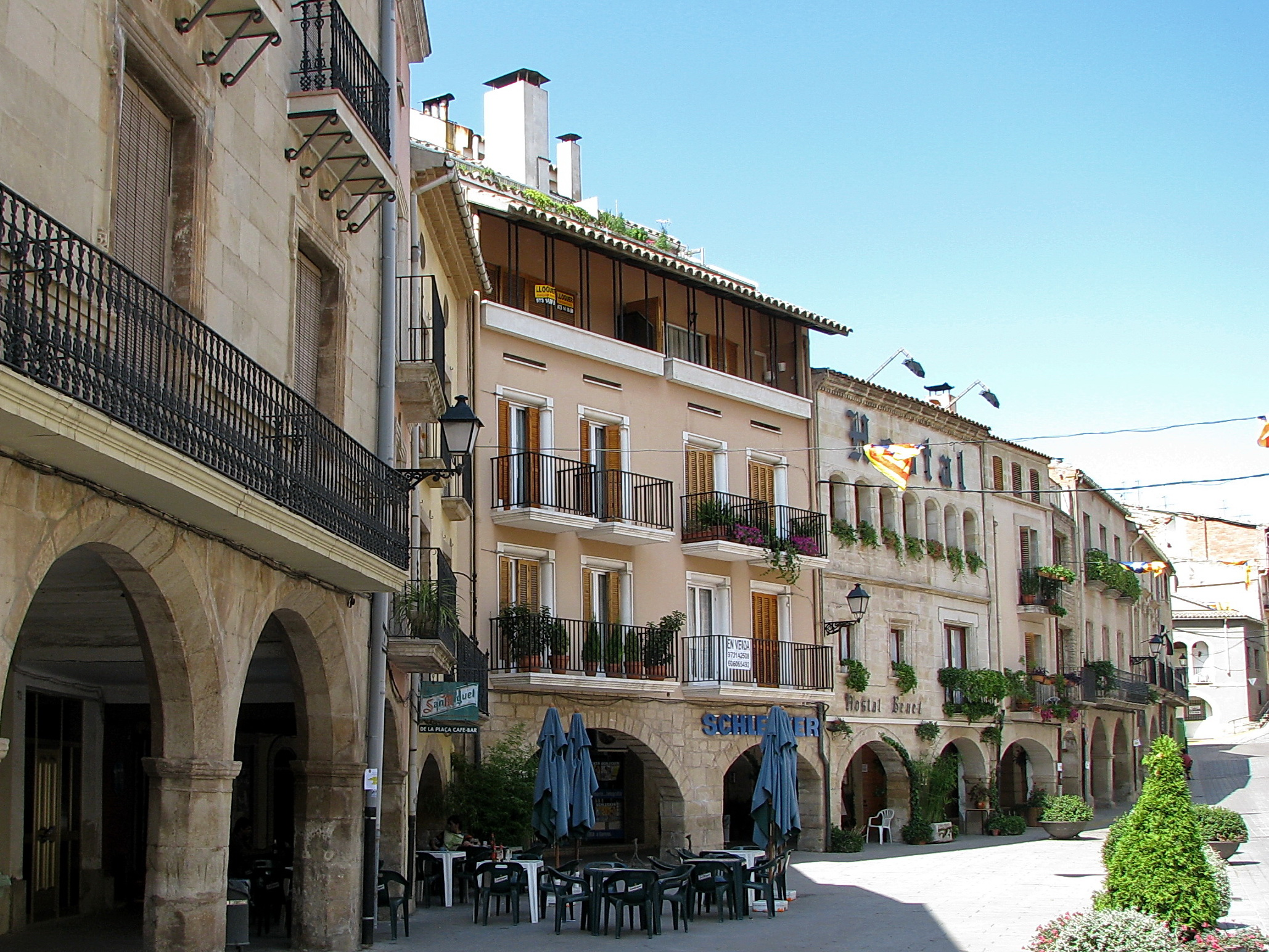
Plaça Major

- La plaça Major destaca per les seves àmplies porxades, arcs i alguns casals notables, amb certs elements arquitectònics renaixentistes.
- L'actual església parroquial de l'Assumpció de Maria és un temple neoclàssic, dotat de campanar amb un gran balcó que l'envolta, que fa funció de mirador de les Borges Blanques. La capelleta, d'estil barroc, data de l'any 1743.
- L'ermita de Sant Salvador, a 3,5 km de la ciutat, a la carretera que uneix les Borges Blanques amb Cervià, és un edifici senzill, de base romànica, d'una sola nau acabada en una capçalera rectangular.
- A 2 km de la ciutat hi ha el parc de la Font Vella, amb l'ermita moderna de Sant Cristòfol.
- Al passeig del Terrall, al cor de la ciutat, s'hi troben dues basses amb cignes, ànecs, oques i un gran jardí en el qual es troba una gran varietat de plantes i arbres, a més d'una premsa d'oli del segle xviii. En un extrem del passeig hi ha situada la Biblioteca Marquès d'Olivart.[1]
- El Palau del Marquès d'Olivart és ara l'actual ajuntament. Està situat en el nucli antic, en un lloc molt cèntric al poble, vora la plaça Major.

## Geografia
- Llista de topònims de les Borges Blanques (Orografia: muntanyes, serres, collades, indrets..; hidrografia: rius, fonts...; edificis: cases, masies, esglésies, etc).

## Economia
Les Borges Blanques és una població activa que treballa principalment en el sector de serveis i un 8% es dedica a l'agricultura. En els darrers anys ha experimentat un impuls important del sector industrial afavorit per la creació de dos polígons industrials: el polígon de "Les Verdunes" i el polígon de grans indústries "Castellots".
L'oli és el comerç més important de l'agricultura, i un dels trets característics de la comarca de Les Garrigues i el poble. Està fet a partir de la varietat d'oliva arbequina, i està reconegut mundialment. A mitjans del segle xx, l'oli s'exportava quasi totalment a Itàlia, i allí era venut fent-lo passar com si fos d'origen italià o el feien anar per a millorar els seus olis propis.

## Comunicacions

### Carreteres
- La N-240, que fins fa pocs anys creuava el poble, ara el voreja gràcies a la construcció d'una variant. Aquesta carretera comunica el poble amb Lleida i Tarragona.
- També voreja la població la carretera C-233, que uneix el poble amb Castelldans, l'Albagés i la Granadella, entre d'altres.
- Disposa d'un accés a l'autopista AP-2, que la comunica amb Barcelona.
- La carretera LV-7031 comunica la població amb Cervià de les Garrigues.
- Les Borges marca l'inici de la carretera LV-2012, que inclou en el seu recorregut la Floresta, els Omellons, l'Espluga Calba, Fulleda i Tarrés. La carretera acaba a l'altura d'aquest últim poble, on s'enllaça amb la N-240.

### Ferrocarril
Les Borges Blanques disposa d'estació pròpia a la línia ferroviària Tarragona-Reus-Picamoixons-Lleida, tot i que està tancada actualment. Tot i això, el tren continua recollint i deixant gent al poble, podent comprar el bitllet al revisor del ferrocarril.

## Política i Govern municipal
| Candidatura | Candidatura | Cap de llista      | Vots  | Regidors | % vots |
| ----------- | ----------- | ------------------ | ----- | -------- | ------ |
|             | CiU         | Enric Mir Pifarré  | 1.431 | 8        | 53,66  |
|             | ERC-AM      | Salvador Noguera   | 779   | 4        | 29,21  |
|             | CUP         | Josep Ramon Farran | 302   | 1        | 11,32  |
|             | Altres      |                    | 88    |          | 3,30   |
|             | Nuls        |                    | 26    |          | 0,97   |
|             | Blancs      |                    | 67    |          | 2,51   |
| Total       | Total       | 2.693              | 2.693 | 13       | 60,83  |

| Candidatura | Candidatura | Cap de llista            | Vots  | Regidors | % vots |
| ----------- | ----------- | ------------------------ | ----- | -------- | ------ |
|             | CM          | Núria Palau Minguella    | 990   | 6        | 40,87  |
|             | BxRep       | Josep R. Farran Belart   | 721   | 4        | 29,76  |
|             | ERC-AM      | Salvador Noguera Vilalta | 439   | 3        | 18,12  |
|             | PSC-CP      | Xavier Gispert Pedrol    | 143   | 0        | 5,90   |
|             | PP          | Jose Luis Pardo Arqued   | 72    | 0        | 2,97   |
|             | Blancs      |                          | 57    |          | 2,35   |
|             | Nuls        |                          | 60    |          | 2,41   |
| Total       | Total       | 2.482                    | 2.482 | 13       | 57,07  |

#### Llista de batlles de la ciutat de les Borges Blanques
| Període     | Alcalde o alcaldessa         | Partit polític                                             | Data de possessió | Observacions |
| ----------- | ---------------------------- | ---------------------------------------------------------- | ----------------- | ------------ |
| 1979–1983   | Josep Bardia i Farré         | independent                                                | 19/04/1979        | --           |
| 1983–1987   | Josep Bardia i Farré         | independent                                                | 23/05/1983        | --           |
| 1987–1991   | Josep Domènech i Perera      | Logotip de CiU                                             | 30/06/1987        | --           |
| 1991–1995   | Josep Domènech i Perera      | Logotip de CiU                                             | 05/07/1991        | --           |
| 1995–1999   | Miquel Àngel Estradé i Palau | Logotip d'ERC                                              | 07/07/1995        | --           |
| 1999–2003   | Miquel Àngel Estradé i Palau | Logotip d'ERC                                              | 03/07/1999        | --           |
| 2003–2007   | Maria Carme Benet i Pelegrí  | Logotip de CiU                                             | 14/06/2003        | --           |
| 2007–2011   | Miquel Àngel Estradé i Palau | Logotip d'ERC                                              | 16/06/2007        | --           |
| 2011–2015   | Enric Mir i Pifarré          | Logotip de CiU                                             | 11/06/2011        | --           |
| 2015–2019   | Enric Mir i Pifarré          | Logotip de CiU                                             | 13/06/2015        | --           |
| 2019-2023   | Enric Mir i Pifarré          | Logotip de JxCat                                           | 15/06/2019        | --           |
| Des de 2023 | Josep R. Farran Belart       | Isotip de la candidatura municipal Borges per la República | 17/06/2023        | --           |

### Resultats de les Eleccions al Parlament de Catalunya de 2015 a les Borges Blanques
| Candidatura | Candidatura                          | Cap de llista               | Vots  | Regidors | % vots |
| ----------- | ------------------------------------ | --------------------------- | ----- | -------- | ------ |
|             | JxSí                                 | Josep Maria Forné i Febrer  | 2.315 | -        | 68,19  |
|             | Candidatura d'Unitat Popular         | Ramon Usall i Santa         | 275   | -        | 8,10   |
|             | Ciutadans - Partit de la Ciutadania  | Jorge Soler                 | 251   | -        | 7,39   |
|             | Partit dels Socialistes de Catalunya | Òscar Ordeig i Molist       | 174   | -        | 5,13   |
|             | Partit Popular Català                | Marisa Xandri i Pujol       | 139   | -        | 4,09   |
|             | Unió Democràtica de Catalunya        | Josep Maria Pelegrí i Aixut | 111   | -        | 3,27   |
|             | Catalunya Sí que es Pot              | Sarà Vilà i Galan           | 93    | -        | 2,74   |
|             | Altres                               |                             | 16    |          | 0,48   |
|             | Vots en blanc                        |                             | 21    |          | 0,62   |
|             | Vots nuls                            |                             | 8     |          | 0,24   |
| Total       | Total                                | 3.403                       | 3.403 |          | 77,64  |

## Patrimoni històric
Aquest municipi conserva mostres artístiques pictòriques de l'anomenat Art esquemàtic, com el Cogul i d'altres indrets de Lleida. També en té dels grups productors neolítics, en el jaciment de les Roques Guàrdies II (6.500 anys abans del present), que foren descobertes per Anna Alonso el 1985, i declarades Patrimoni Mundial, com tot l'art rupestre de Catalunya, el 1998.
Hi ha l'Espai Macià, un centre d'interpretació dedicat a la figura del President Macià, i l'Antic Molí d'Oli i Refugi de Cal Gineret, on s'han conservat antics cups d'emmagatzematge de l'oli d'oliva i un refugi de la Guerra Civil espanyola.

## Festes

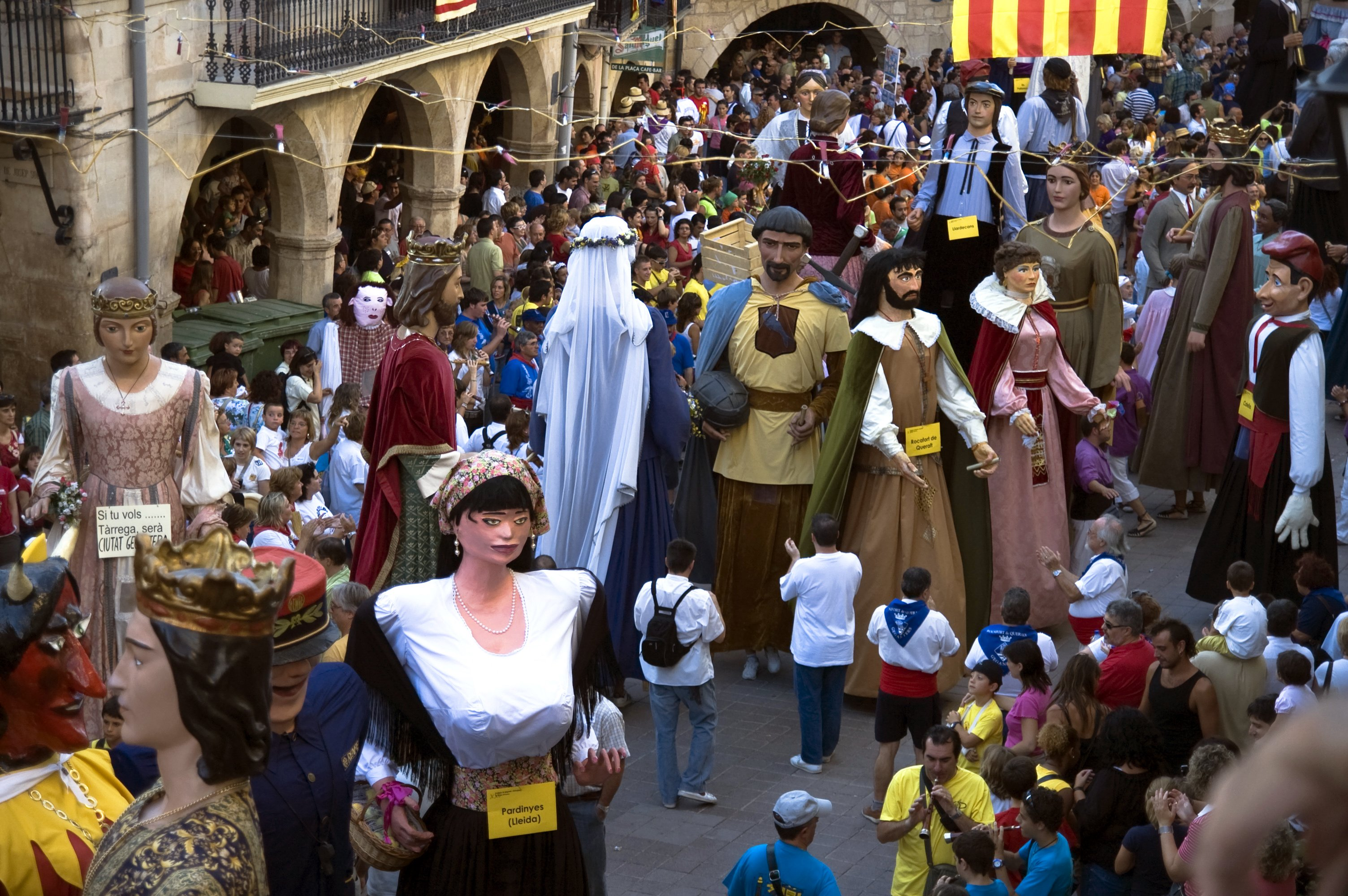
Gegants a la Festa major 2007

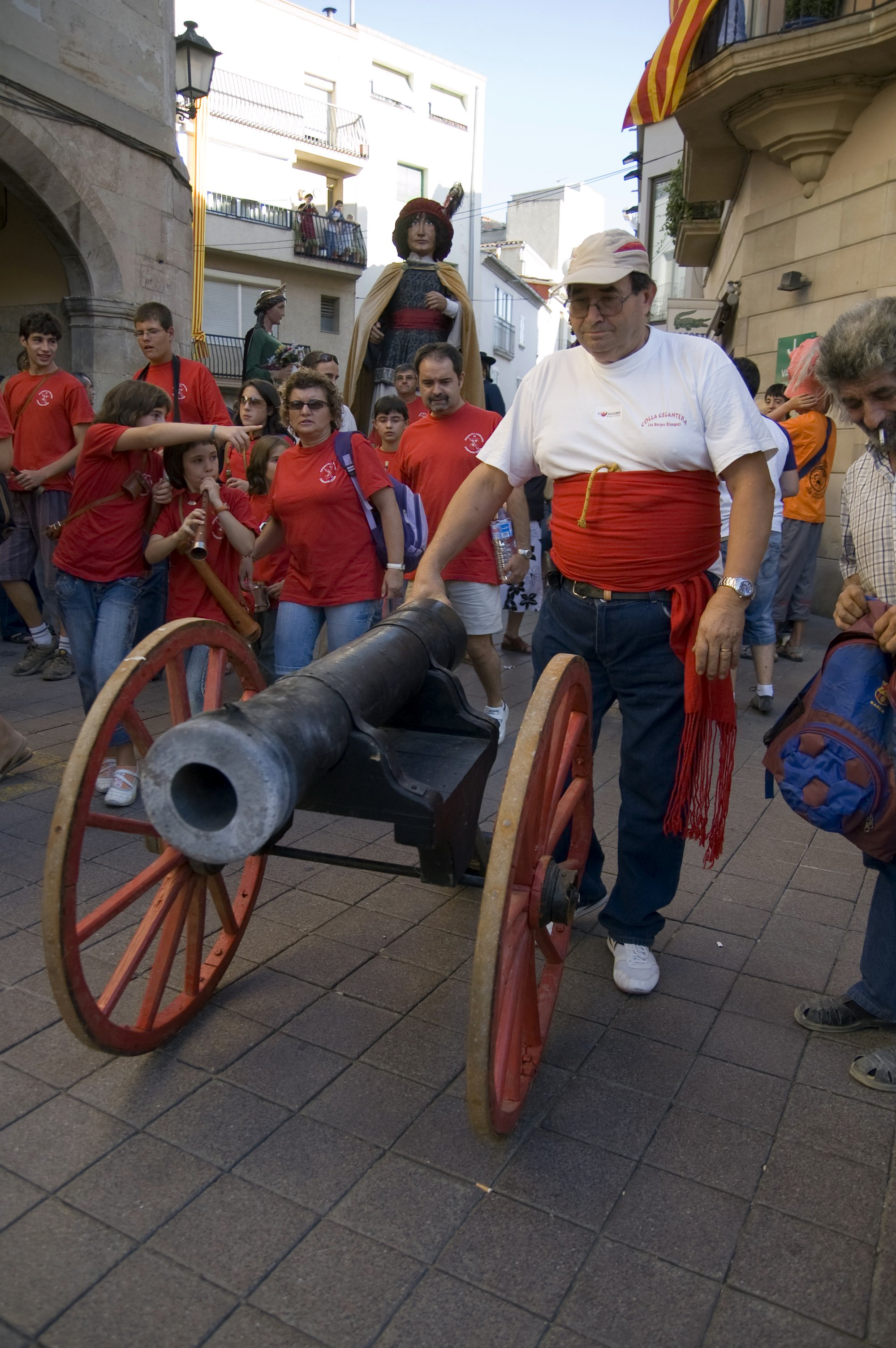
"Canó del Salo", propietat de l'Ajuntament de les Borges Blanques. Surt al carrer per festa major o altres festes excepcionals per fer soroll, i es posen traques a l'interior. Probablement de l'època de la Guerra del Francès. El canó era conduït per en Felip del Pom, persona molt coneguda a les Borges.

- Festa major. Se celebra el primer cap de setmana de Setembre. La Trobada de Gegants, Grallers i Correfocs de les Borges Blanques, és un dels actes principals de la festa i fou declarada d'interès cultural.
- Fira de l'oli. Celebrada el cap de setmana més proper a Sant Antoni. Fira on es mostren els productes relacionats amb l'oli de les cooperatives de les Garrigues i de Catalunya
- Cavalcada dels Tres Tombs. El diumenge més proper a Sant Antoni. Mostra de carrosses realitzades per associacions del poble, on desfilen pels voltants dels jardins del parc del Terrall.
- Aplec de l'Ermita de Sant Cristòfol. 10 de juliol. Benedicció de vehicles i celebració de l'acte durant tot el dia a l'ermita de la Font Vella. Es considera també com la festa pròpia de l'ermita.

### Actes anuals
- Borges Crema. 2n o 3r dissabte de juliol. Festival musical amb formacions locals i comarcals. Al recinte de les piscines.
- Concurs de paelles d'arròs. Primer diumenge de juny. Al passeig de Terrall.
- Aplec de l'Ermita de Sant Salvador. 6 d'agost. Anada a peu i missa matinal. Celebració el dissabte amb missa, sardanes i àpat.
- Aplec de la Sardana. Dissabte més proper al 10 d'agost. Ballada de sardanes amb diferents cobles, al passeig del Terrall.
- Sardanadal. Dissabte tarda i nit anterior al dia de Nadal. Al Poliesportiu Francesc Macià.

## Punts d'interès turístic
- El Polero és una gelateria valenciana amb una gran tradició al poble, situada al carrer que porta a la plaça Major. El sortit de gustos i de varietats de gelat és molt gran, i cada any experimenten amb nous sabors.
- El Parc Temàtic de l'Oli[2] és un parc temàtic situat als afores del poble, que entre altres coses, ofereix una exposició sobre el procés de fabricació de l'oli, a més de l'exposició al públic de diverses oliveres centenàries i mil·lenàries (Oliveres del Parc Temàtic de l'Oli).
- L'Espai Macià és un museu i centre d'interpretació basat en la figura del president de la Generalitat Francesc Macià, molt vinculat a la població.

## Associacions
- Club Tennis Taula Borges Blanques, fundat l'any 1990, disputa la Superdivisió Masculina espanyola.

## Mitjans de comunicació
- Ràdio les Borges és l'emissora de ràdio municipal de les Borges Blanques. Emet per primera vegada el 5 de febrer de l'any 1987 i, a través de diverses freqüències (del 1987 al 1990 al 104 FM; del 1990 al 1993, al 107 FM; i a partir del 1993[3] al 107.1 FM[4]), ho ha fet ininterrompudament fins avui. A partir de l'any 2012, amb la creació d'un portal web de notícies, comencen les seves emissions per internet.
- Les BorgesTV és la televisió pública municipal de les Borges Blanques, i també d'abast comarcal pel territori de les Garrigues. Es caracteritza per ser una televisió participativa. S'emet i es pot seguir pel seu portal web.
- SomGarrigues és el periòdic comarcal. Nascut l'any 2000, de periodicitat quinzenal, té la seu i la redacció a les Borges Blanques i el seu abast és el dels 24 municipis de la comarca actual de les Garrigues i nou més que actualment pertanyen al Segrià, les anomenades Garrigues històriques. Des de l'any 2006 publica, també, a Internet. Ha rebut els premis Ateneus 2008 al millor mitjà de comunicació editat per una associació cultural, Tasis-Torrent 2008 i 2011 a la millor iniciativa periodística i empresarial, Pica d'Estats 2012 al millor treball publicat o emès als mitjans de comunicació locals, Premi a la Millor Publicació de Premsa Comarcal el 2014 i Premi a la Millor Publicació Digital 2017.

## Demografia
| 1497 f | 1515 f | 1553 f | 1717 | 1787  | 1857  | 1877  | 1887  | 1900  | 1910  |
| ------ | ------ | ------ | ---- | ----- | ----- | ----- | ----- | ----- | ----- |
| 108    | 106    | 119    | 468  | 1.691 | 3.346 | 3.866 | 3.816 | 4.254 | 4.772 |

| 1920  | 1930  | 1940  | 1950  | 1960  | 1970  | 1981  | 1990  | 1992  | 1994  |
| ----- | ----- | ----- | ----- | ----- | ----- | ----- | ----- | ----- | ----- |
| 4.587 | 4.586 | 4.240 | 4.849 | 5.086 | 4.991 | 5.139 | 5.193 | 5.131 | 5.131 |

| 1996  | 1998  | 2000  | 2002  | 2004  | 2006  | 2008  | 2010  | 2012  | 2014  |
| ----- | ----- | ----- | ----- | ----- | ----- | ----- | ----- | ----- | ----- |
| 5.190 | 5.181 | 5.212 | 5.313 | 5.425 | 5.606 | 5.942 | 6.049 | 6.060 | 6.088 |

| 2016  | 2018  | 2020  | 2022  | 2024  | 2026 | 2028 | 2030 | 2032 | 2034 |
| ----- | ----- | ----- | ----- | ----- | ---- | ---- | ---- | ---- | ---- |
| 6.000 | 6.002 | 6.173 | 7.000 | 6.379 | -    | -    | -    | -    | -    |